# Hefenhofen
Hefenhofen is een gemeente en plaats in het Zwitserse kanton Thurgau, en maakt deel uit van het district Arbon. Hefenhofen telt 1175 inwoners.

## Geboren
- Emma Coradi-Stahl (1846-1912), feministe